# Rhyacophila vagrita
Rhyacophila vagrita là một loài Trichoptera trong họ Rhyacophilidae. Chúng phân bố ở miền Tân bắc.